# Laguna Verde (Bolívie)
Laguna Verde (španělsky „zelené jezero“) je slané jezero a bezodtoká oblast v jihozápadní části náhorní planiny Altiplano v Bolívii v provincii Sur Lípez departementu Potosí. Leží poblíž hranice s Chile, na úpatí vulkánu Licancabur v nadmořské výšce 4300 metrů.

## Geografie
Laguna Verde má rozlohu 1700 ha. Je nejjižnější částí Národního parku Eduardo Avaroa a celé Bolívie. Zvláštní zbarvení je způsobeno vysokým obsahem minerálních látek jako jsou hořčík, uhličitan vápenatý, olovo a arsen. Barva se mění v závislosti na síle větru a jím způsobeným zvířením a promícháním sedimentů od světle tyrkysové po tmavě zelenou. Vysoký obsah minerálních látek způsobuje, že se na jezeře nevyskytují plameňáci, kteří se ale vyskytují na bezprostředně sousedícím Laguna Blanca, které má odlišné chemické složení.
Jihozápadně od jezera, na hranici mezi Bolívií a Chile se nachází neaktivní sopka Licancabur (5868 m n. m.), jejíž tvar je téměř přesně kónický. Jižně od jezera se na hranici nachází další vulkán Juriques (5704 m n. m.)
Běžným jevem jsou zde ledově chladné větry, teplota vody může klesnout až k -56 °C, ale chemické složení vody způsobuje, že zůstává stále kapalná.

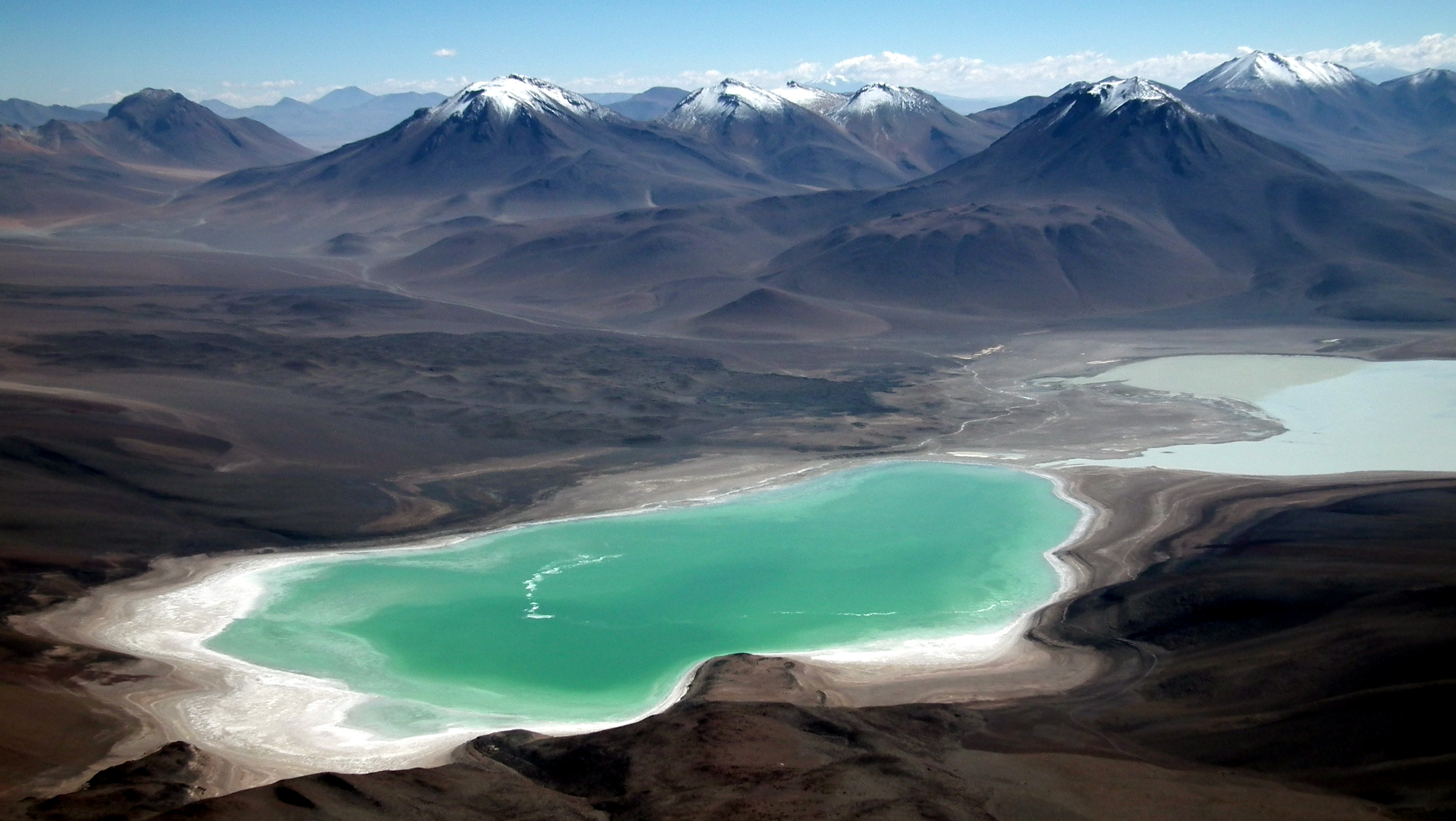
Laguna Verde, pohled z vulkánu Licancabur, v pravé části obrázku Laguna Blanca

Pohled z pobřeží jezera